# Corticotropin-releasing hormone

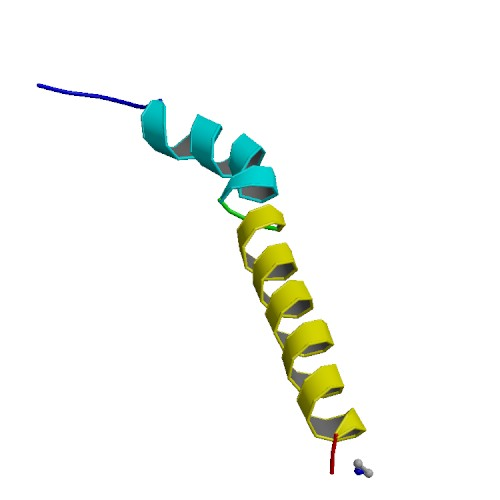
CRH eiwit

Corticotropin-releasing hormone (CRH) is een polypeptide-hormoon dat tegelijkertijd optreedt als een neurotransmitter, een molecuul dat wordt gebruikt bij de signaaloverdracht tussen zenuwcellen. CRH wordt geproduceerd door de nucleus paraventricularis hypothalami. CRH stimuleert de adenohypofyse tot de aanmaak van ACTH. Ook stimuleert CRH de secretie van bèta-LPH en bèta-endorfine.
CRH is opgebouwd uit 41 aminozuren namelijk: Ser-Gln-Glu-Pro-Pro-Ile-Ser-Leu-Asp-Leu-Thr-Phe-His-Leu-Leu-Arg-Glu-Val-Leu-Glu-Met-Thr-Lys-Ala-Asp-Gln-Leu-Ala-Gln-Gln-Ala-His-Ser-Asn-Arg-Lys-Leu-Leu-Asp-Ile-Ala
Er wordt ook een verhoging van het CRH gezien bij depressie.
Hiernaast speelt CRH ook een rol bij de stress-reactie van het lichaam op de lange termijn, via de aanmaak van cortisol.